# Cinch

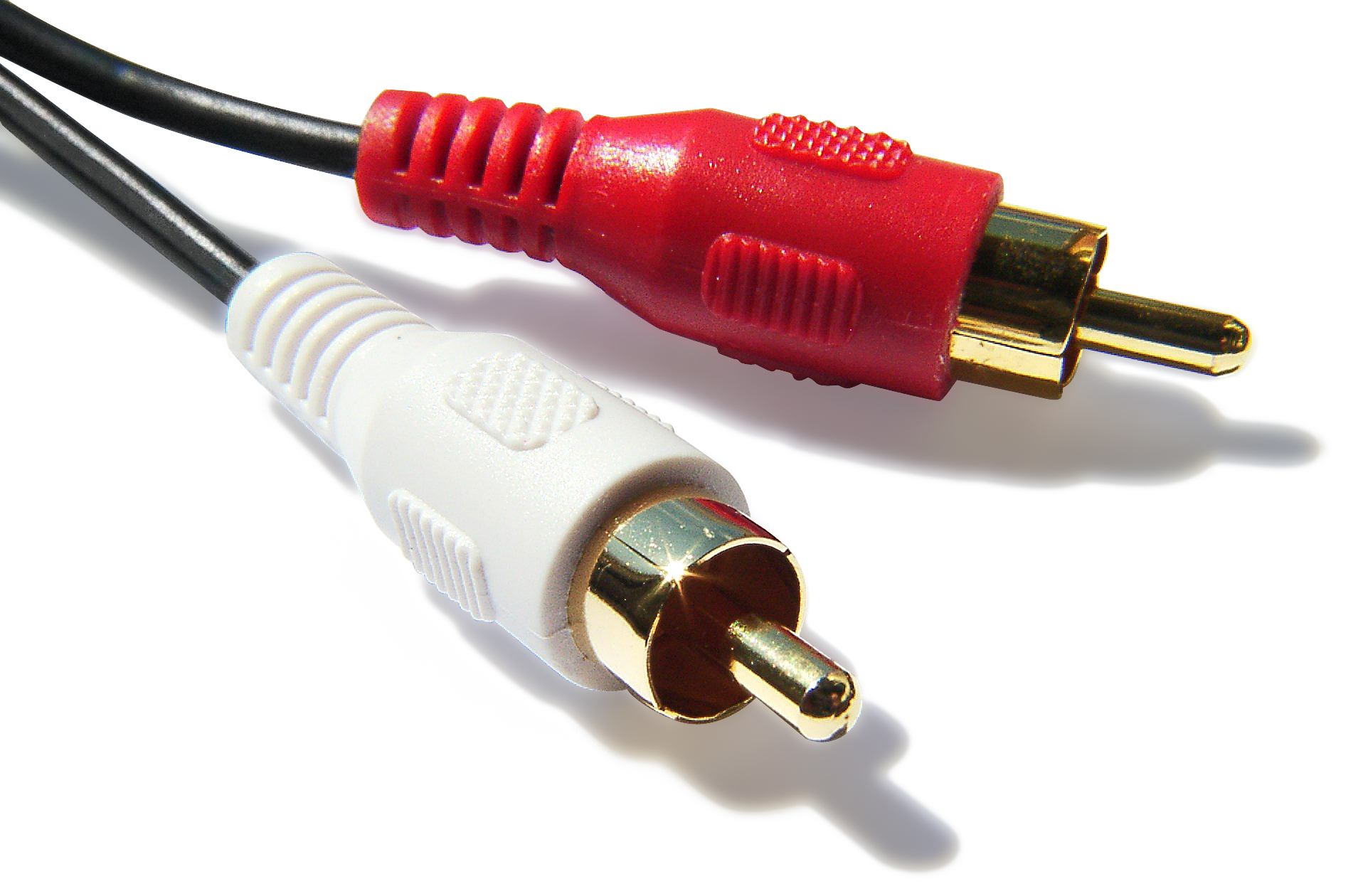
Cinch-Stecker

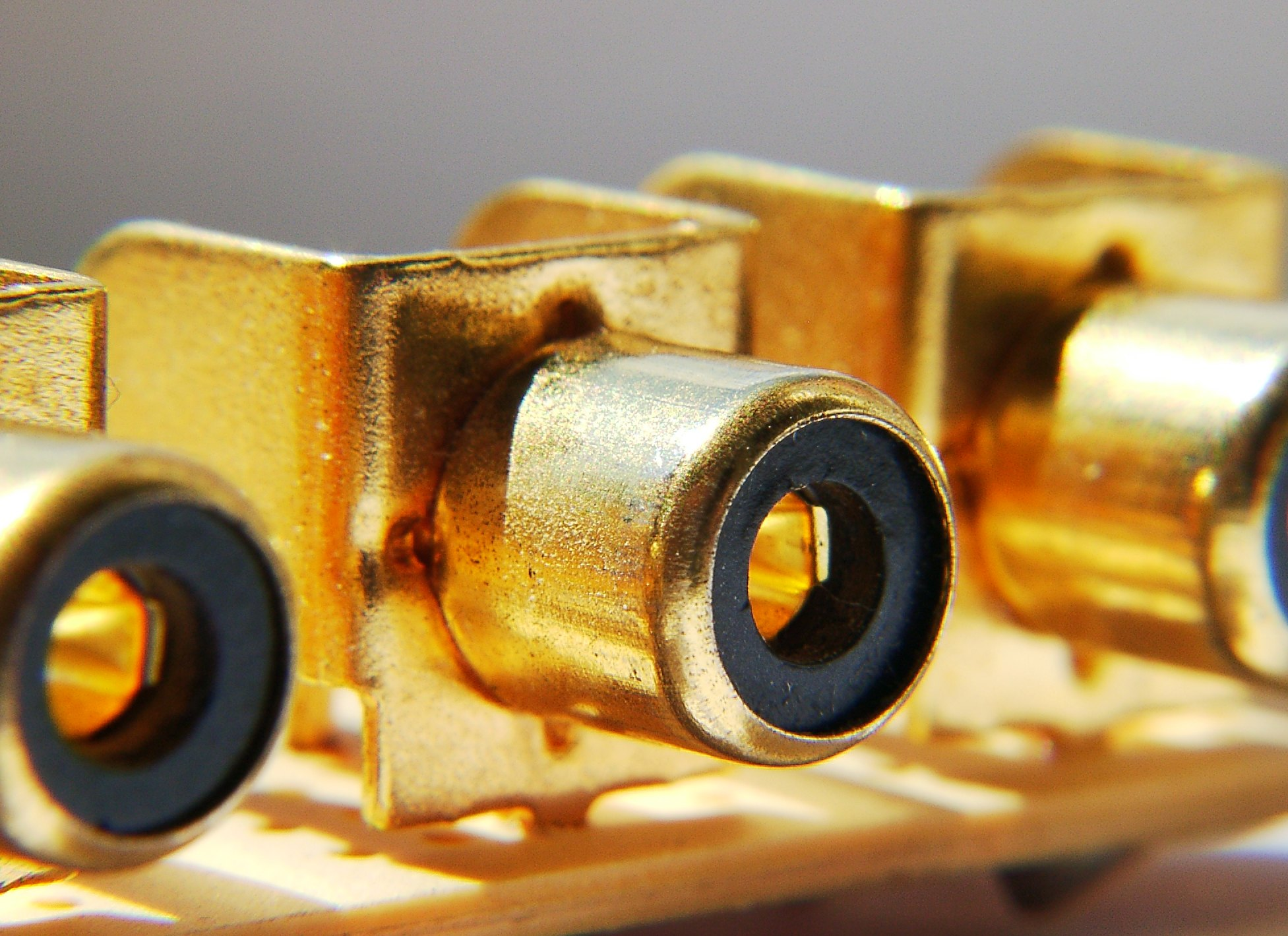
Vergoldete Cinch-Buchse auf einer Leiterplatte

Cinch [ˈsɪn(t)ʃ] (im Deutschen – abweichend von der Aussprache des englischen Herkunftswortes – vielfach auch [ˈtʃɪntʃ] ausgesprochen) ist im Bereich der Unterhaltungselektronik ein Industriestandard für koaxiale Steckverbinder. Er wird verwendet für die Signalübertragung, zur Stromversorgung oder zum Anschluss von Lautsprechern. Es können darüber Gleich- oder Wechselströme, Niederfrequenzsignale (Audio), Hochfrequenzsignale (Video und Digital-Ton) oder Antennensignale (Radio und TV) übertragen werden. Die elektrische Belastbarkeit wird üblicherweise auf 30 VAC / 0,5 A ausgelegt, wobei auch Hochlast-Varianten bis 250 VAC / 10 A bei einer Durchschlagsfestigkeit von 1 kV angeboten werden.
Die amerikanischen Bezeichnungen sind RCA connector (oder kurz RCA von Radio Corporation of America), phono connector (von phonograph „Plattenspieler“) und Cinch connector.

## Begriff und Geschichte

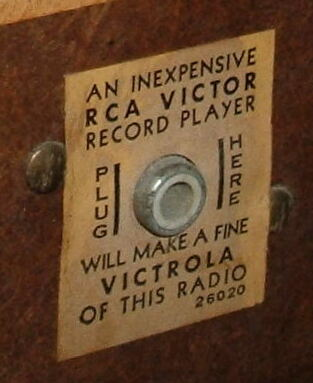
Eine einzelne Cinch-Buchse (mono) an einem Mittelwellen-Radio aus den USA von 1944. Der Hinweis bewirbt, dass man aus dem reinen Radio durch Anstecken eines preiswerten Plattenabspielgerätes ein elektrisch verstärktes Grammophon (Markenname Victrola) machen könne.

Die Steckverbindung für Koaxialkabel wurde in den frühen 1940er Jahren von der Radio Corporation of America entwickelt und löste in den USA den lockeren Klinkenstecker 1/4" = 6,3 mm ab. Das englische Substantiv cinch bedeutet unter anderem „fester Griff“, das Verb to cinch bedeutet u. a. „festzurren“. In den USA sind auch die Bezeichnungen phono jack oder phono plug üblich.
In Europa wurde diese Audio-Plattenspieler-Norm importiert, davor verwendeten einheimische Hersteller auch für den Plattenspielereingang dieselbe symmetrische Norm wie bei den 2-×-4-mm-Netzsteckern (nicht Schuko, kompatibel zu den einzelnen 4-mm-Büschelsteckern oder Bananensteckern). Später wurden in Europa DIN-Steckverbinder benutzt, im professionellen Bereich gab es vorher schon Tuchelstecker.
Außer für analoge Audio-Verbindungen wird der Cinch-Verbinder auch für die digitale Signalübertragung bei der S/PDIF-Schnittstelle verwendet.

## Pegel und Impedanzen
Der typische Line-NF-Pegel beträgt nach (alter) DIN bis +6 dBV (2 Veff). In der Praxis liegt die Obergrenze oft deutlich höher.
Die Impedanz (Wechselstromwiderstand) eines Signalausgangs liegt typisch zwischen 200 Ω und 2 kΩ, bei Signaleingängen zwischen 10 kΩ und 1 MΩ.

## Farbcodierung

### Analoges Audio
Die schwarzen oder weißen Buchsen und Stecker entsprechen bei Stereoübertragung üblicherweise dem linken Kanal und die roten dem rechten Kanal. Für darüber hinausgehende weitere Kanäle gibt es keine weit verbreitete Konvention.

### Digitale Audioübertragung
Bei digitaler Audioübertragung (S/PDIF) reicht ein einzelnes Kabel für die Übertragung von zwei oder mehr Kanälen, da alle Kanäle in einem einzigen Datenstrom codiert sind. Die entsprechenden Buchsen sind heute oft orange eingefärbt, bei älteren Geräten vor Aufkommen dieser Konvention uncodiert (z. B. schwarz) und nur durch Beschriftung gekennzeichnet.

### Video
- Composite Video: Gelb
- Component Video:
  - Grün: Yy (Component Video, Helligkeit)
  - Blau: Pb (Component Video, Farbdifferenz)
  - Rot: Pr (Component Video, Farbdifferenz)

## Adapter
Adapter gibt es für viele unterschiedliche Kombinationen. Verbreitet sind:

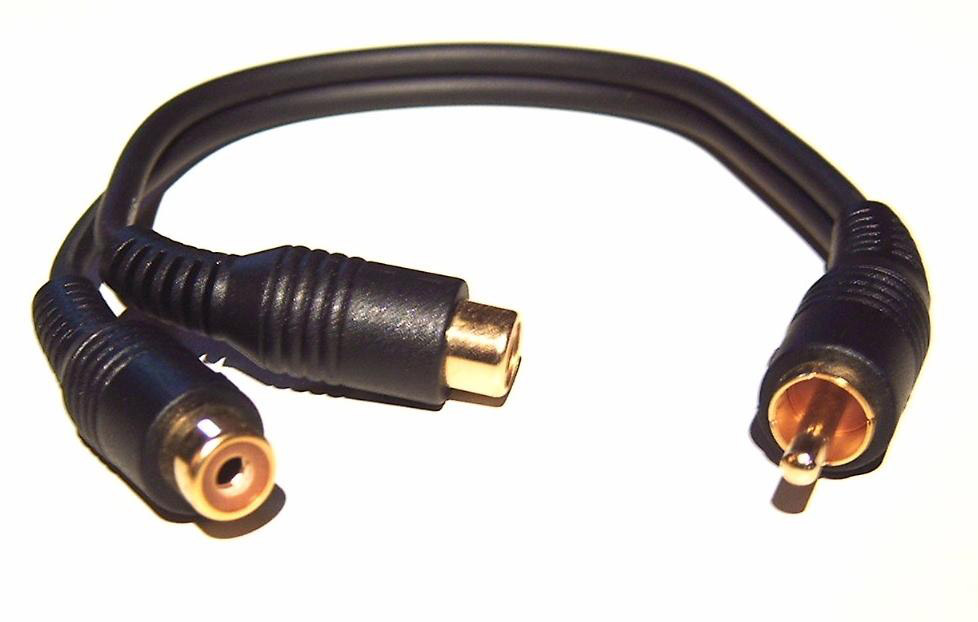
Verzweigung auf zwei Kupplungen
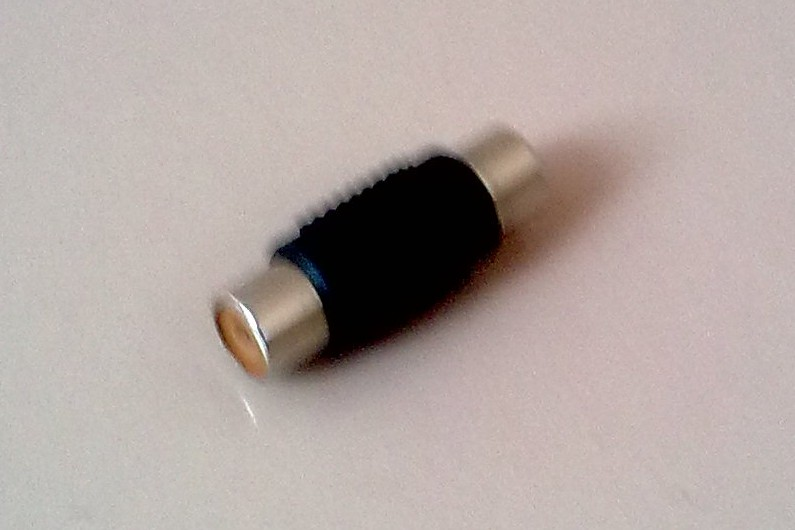
Mono: Cinch auf Cinch
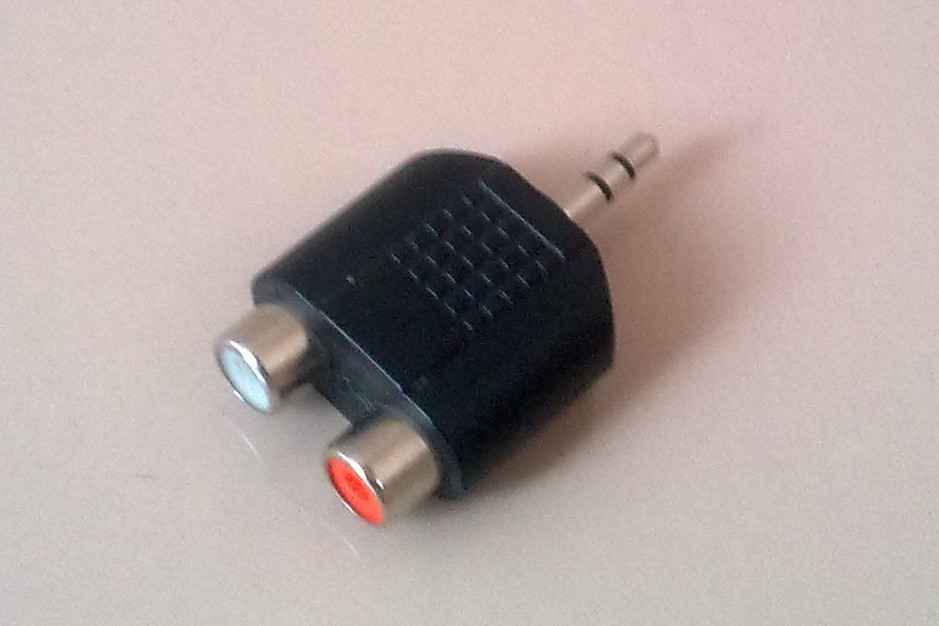
Stereo: Cinch auf 3,5-mm-Klinke

## Nachteile
- Cinch-Stecker sind zweipolig und jeder Übertragungskanal erfordert eine eigene zweipolige Leitung. Was über einen fünfpoligen DIN-Stecker übertragen werden kann, erfordert vier einzelne Cinch-Leitungen. Dies eröffnet Freiheitsgrade bei der Verkabelung, die aber auch zu falsch angeschlossenen Verbindungen führen können.
- Sie sind ungeeignet für die professionelle störarme symmetrische Signalübertragung, die mindestens dreipolig ist.
- Zwei parallele Koax-Außenleiter unterschiedlicher Position können eine Erdschleife bilden und stören.
- Die Kontaktgabe ist aufgrund Maßabweichungen und konstruktiven Gegebenheiten nicht sicher und Lockerungen können zu Wackelkontakten oder Brummen führen.
- Cinch-Stecker sollten nur bei ausgeschaltetem Gerät gesteckt werden, da der Innenkontakt „voreilend“ ist. Beim Stecken unter Last und aufgedrehtem Verstärker können hohe Spannungsspitzen Bauteile zerstören und sehr lautes Knacken oder Brummen Gehörschäden verursachen.

## Leitungen
Für Cinch-Verbindungen werden je nach Zweck verdrillte oder unverdrillte zweiadrige Leitungen (Stromversorgung, Lautsprecher) oder abgeschirmte Koaxialkabel eingesetzt. Störfelder haben hier, wie auch bei verdrillten Doppeladern, keinen Einfluss.

## Beispiele von Geräten mit Cinch-Anschlüssen

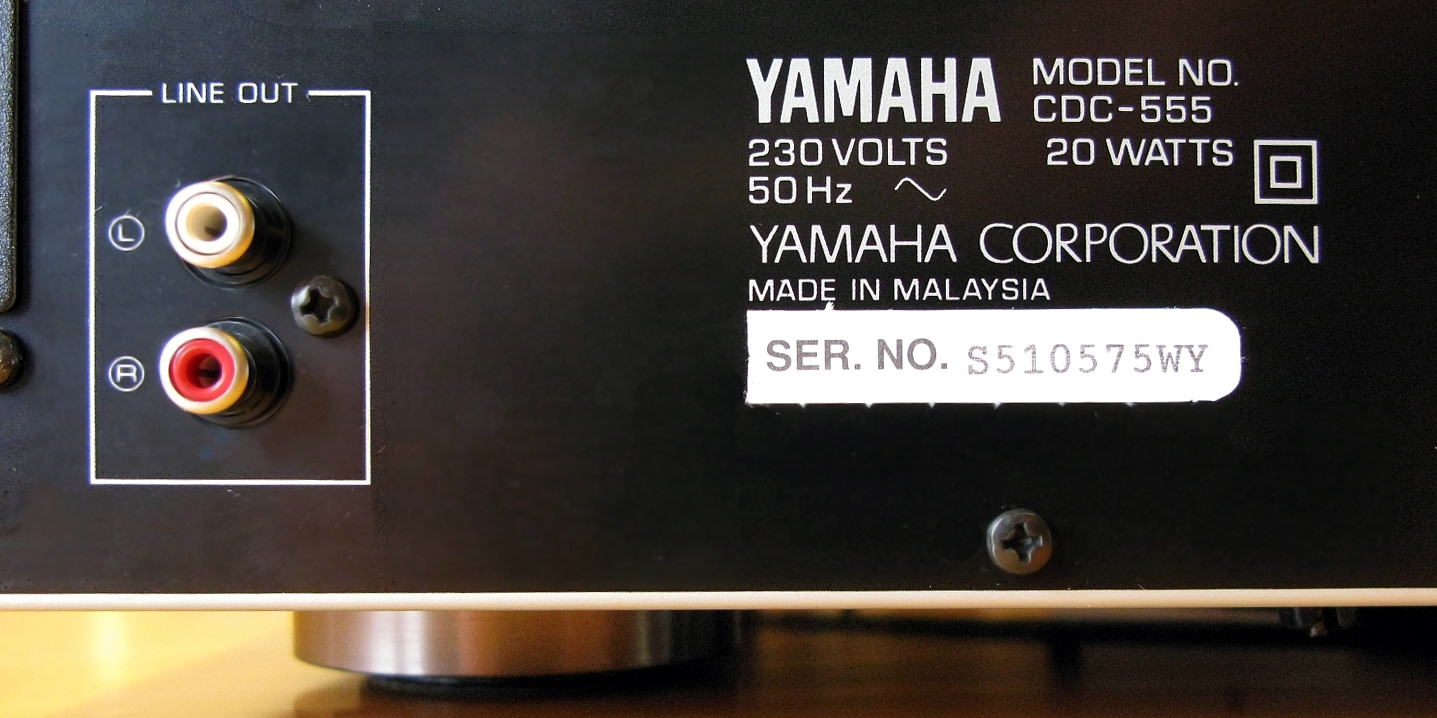
Cinch-Ausgang für analoges Stereosignal auf der Rückseite eines CD-Players
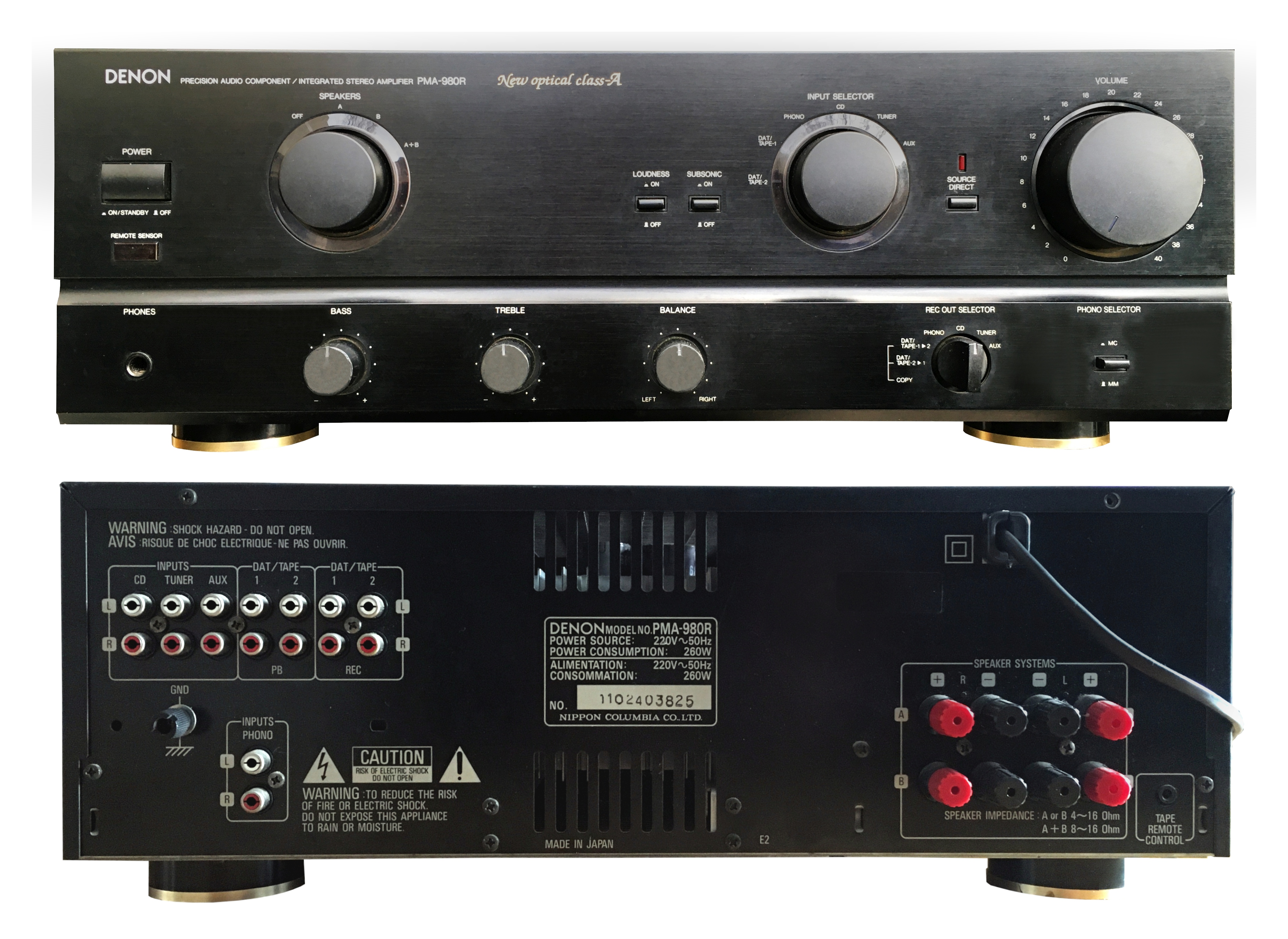
Front und Rückseite eines HiFi-Vollverstärkers einer Stereoanlage, mit Cinch-Anschlüssen für CD, Tuner, Aux, Phono (Plattenspieler) und zwei Aufnahme-/Wiedergabegeräten wie Kassettendecks
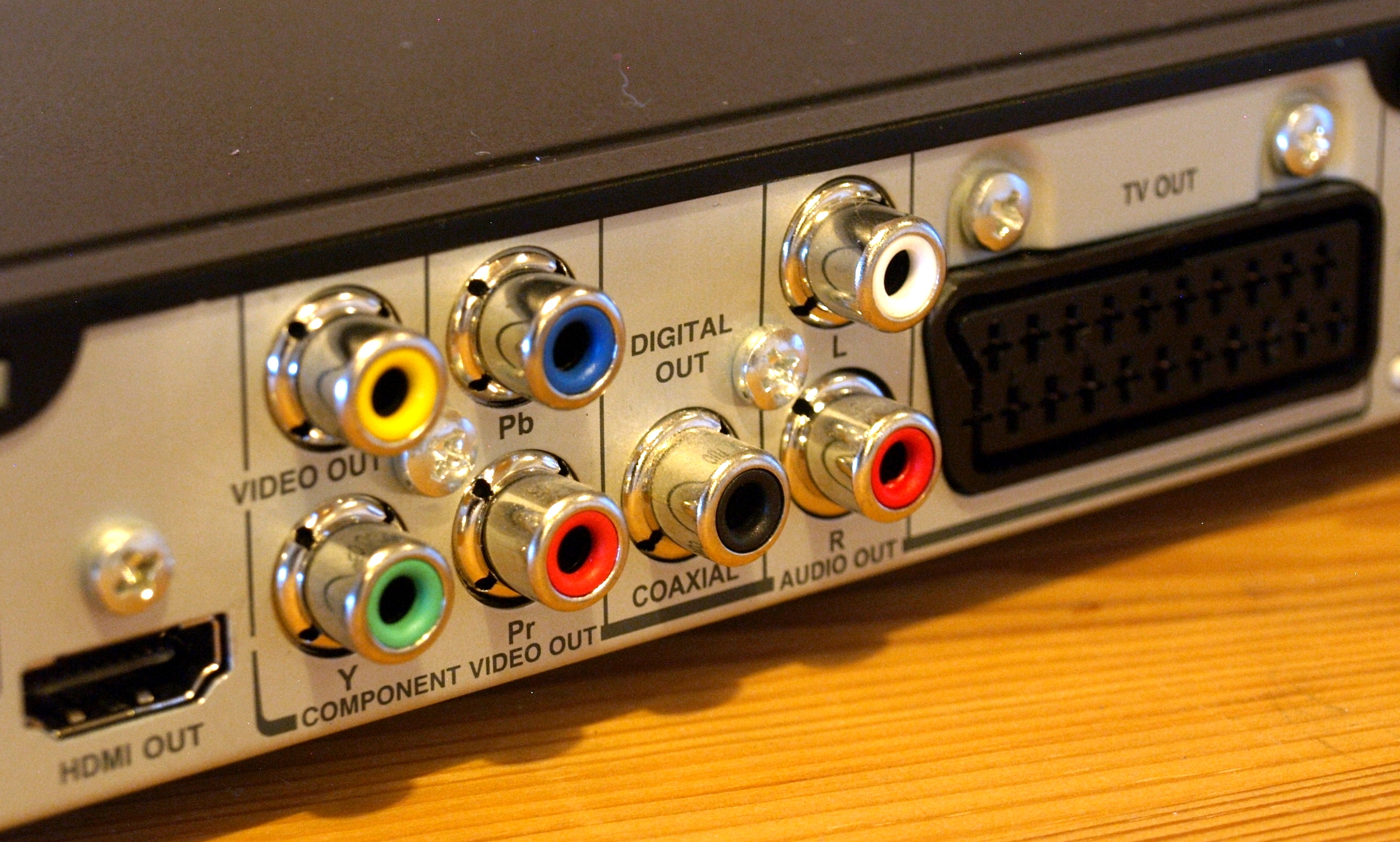
DVD-Player mit Video- und Audioausgängen. Gelbe Buchse für Composite Video, grün/rot/blaue Buchsen für Component Video, schwarze Cinch-Buchse für digitales Audiosignal (Coaxial), rot/weiße Cinch-Buchsen für analoges Audiosignal
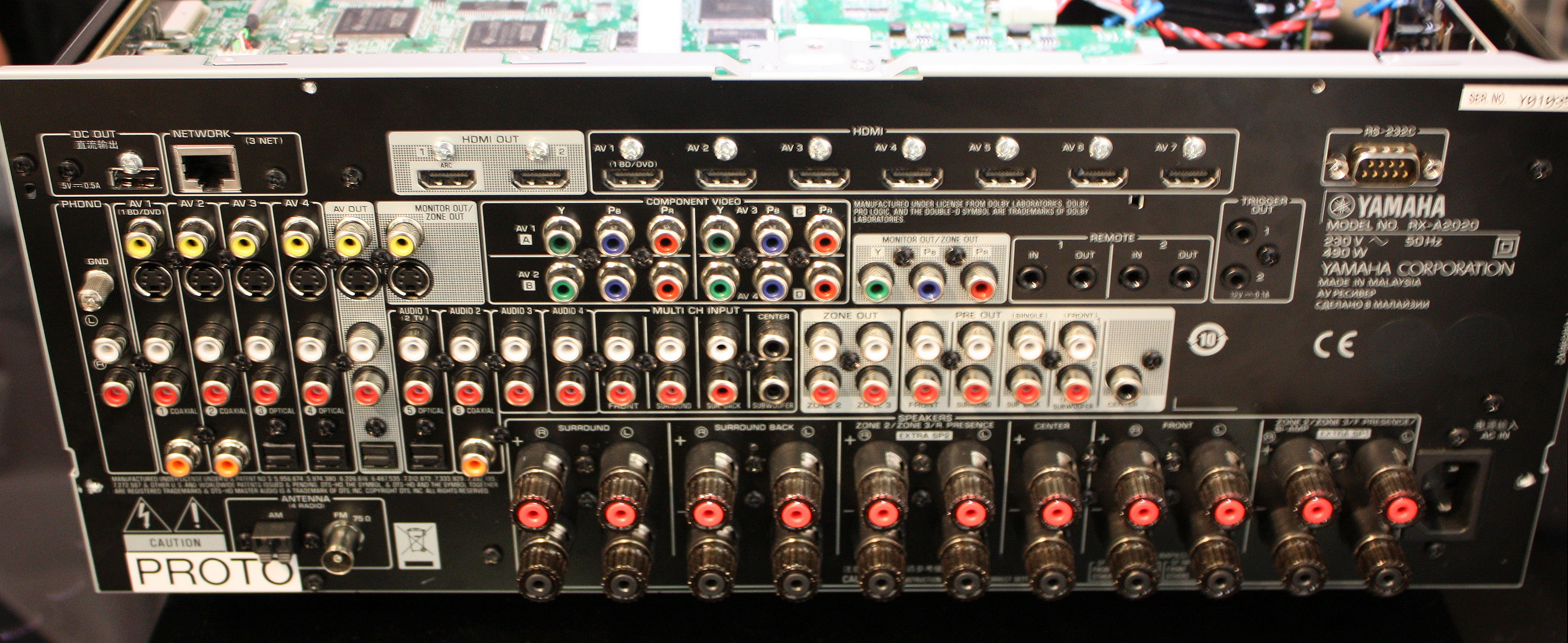
Rückseite eines AV-Receivers von 2012 mit gerätetypischer Fülle an Anschlussmöglichkeiten, darunter Cinch-Buchsen für Component Video (grün/blau/rot) und Composite Video (gelb). Die mittlere Reihe (rot/weiß) sind Cinch-Buchsen für analoge Audio-Signale.
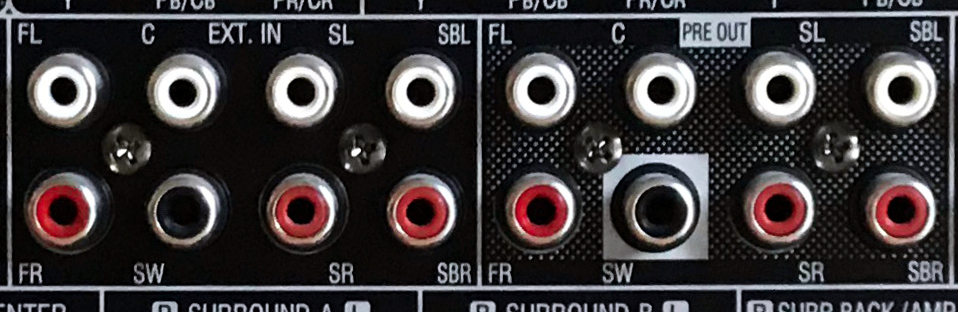
Ausschnitt der Rückseite eines AV-Receivers von 2007 mit zwei Feldern zu je acht Cinch-Buchsen für Ein- und Ausgang analogen 7.1-Mehrkanaltons. Für 7.1 mussten dabei – nur für den Ton – acht Cinch-Kabel verbunden werden.
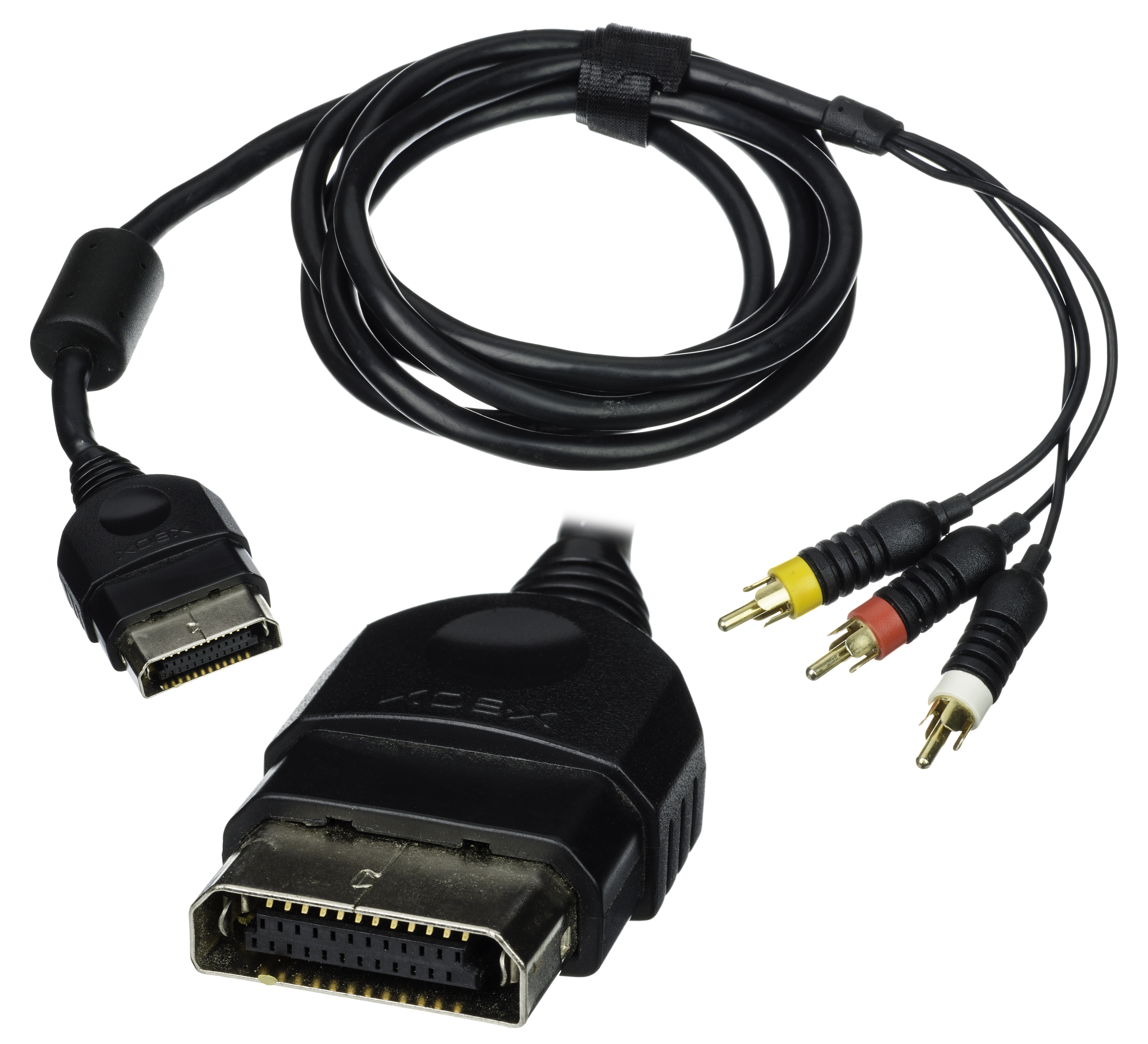
Adapterkabel zum Anschluss einer Spielkonsole Xbox der ersten Generation an einen Monitor oder Fernseher, mit Composite-Videosignal (gelb) und Stereo-Audiosignal (rot/weiß)

## Weitere Audio- und Video-Stecker
- SCART
- HDMI
- Klinkenstecker
- Hohlstecker
- DIN-Stecker
- XLR
- Tuchel
- Speakon